# Tetraleurodes russellae
Tetraleurodes russellae és un hemípter del gènere Tetraleurodes de la família dels Aleiròdids.
L'espècie va ser descrita científicament per primera vegada per Cohic el 1968.